# Tha Thug Show
Tha Thug Show è il terzo album solista del rapper statunitense Slim Thug, pubblicato nel 2010.
| Recensione | Giudizio |
| ---------- | -------- |
| AllMusic   | [ 1 ]    |
| RapReviews | [ 2 ]    |

## Tracce
1. Tha Thug Show – 3:23 (musica: Cy Fyre)
2. The Sky – 3:16 (musica: Mr. Lee)
3. Gangsta (featuring Z-Ro) – 4:12 (musica: Mr. Lee)
4. How We Do It (featuring Rick Ross) – 3:33 (musica: Lex Luger)
5. Movie (featuring Rimidi) – 3:24 (musica: Midus tha Golden Child)
6. Neighborhood Super Stars (featuring Nipsey Hussle & Yo Gotti) – 3:51 (musica: Mr. Lee)
7. 100's (featuring Big Chief & Lil' Keke) – 4:12 (musica: Mr. Lee)
8. Beat It Up (featuring Dallas Blocker) – 3:36 (musica: Mr. Lee)
9. So High (featuring B.o.B) – 3:56 (musica: Nard & B)
10. Free – 4:01 (musica: Play-N-Skillz)
11. Celebration – 3:44 (musica: Mr. Lee)
12. Caddy Music (featuring Devin The Dude) – 5:25 (musica: Mr. Lee)
13. Coming From (featuring J-Dawg & Big K.R.I.T.) – 4:11 (musica: KC)
14. Murda – 3:53 (musica: Beanz N Kornbread)
15. Do It Again (featuring Keisa) – 4:33 (musica: Mr. Lee)

Tracce bonus nell'edizione deluxe
1. Fuck U – 3:16 (musica: Mr. Lee)
2. Outta Dere – 4:16 (musica: Mr. Lee)
3. Slim Thugga Pimpin' – 5:17 (musica: Izzy the Kidd)

Tracce bonus su iTunes
1. So High (Instrumental) – 3:53 (musica: Nard & B)
2. Gangsta (Instrumental) – 4:13 (musica: Mr. Lee)

## Classifiche
| Classifica (2010)         | Posizione massima |
| ------------------------- | ----------------- |
| Stati Uniti               | 89                |
| US Independent Albums     | 5                 |
| US Top Rap Albums         | 7                 |
| US Top R&B/Hip-Hop Albums | 17                |